# Tinnye
Tinnye község Pest vármegye nyugati szélén, a Pilisvörösvári járásban, a budapesti agglomerációban.

## Fekvése

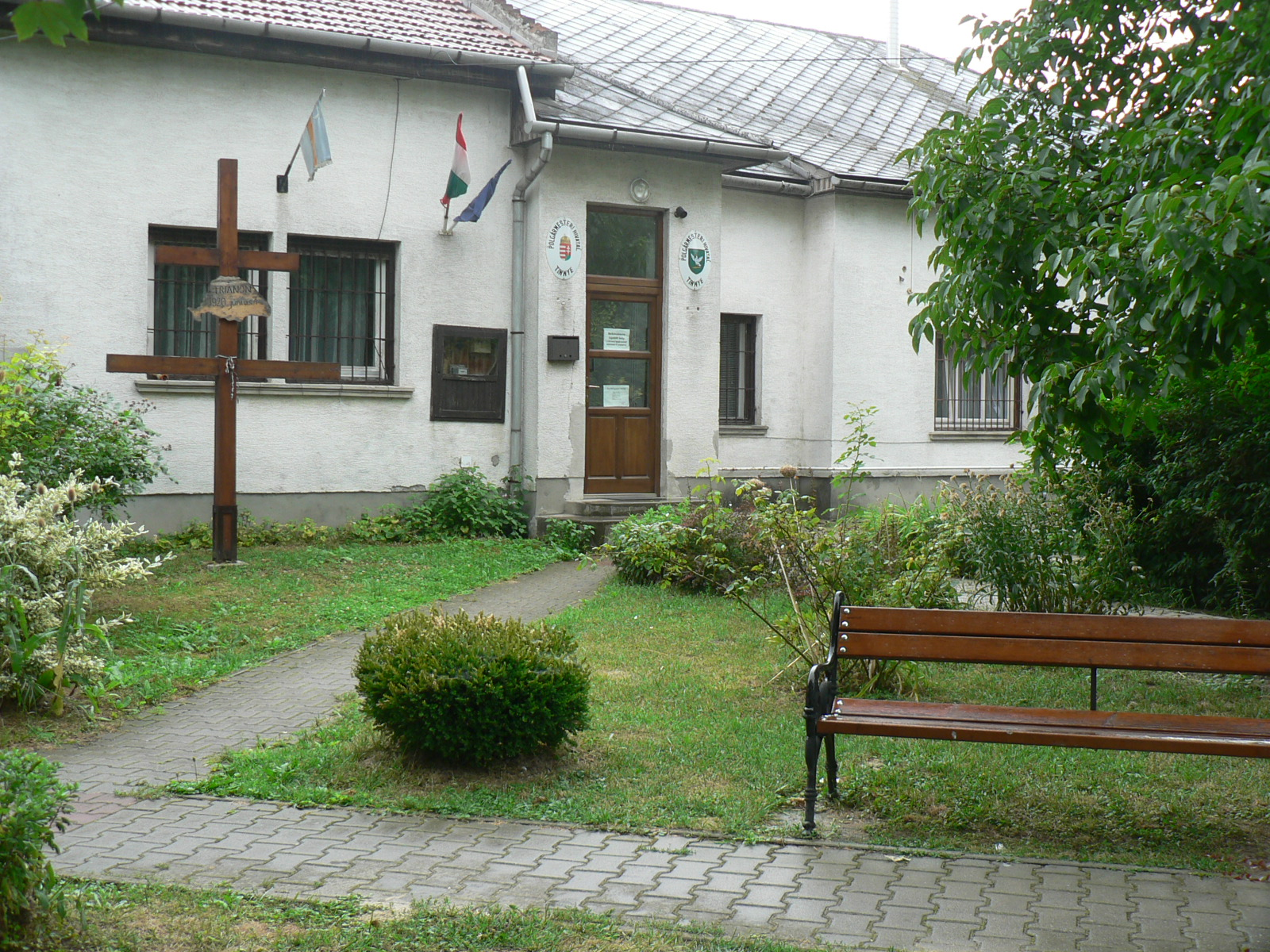
A tinnyei polgármesteri hivatal az előtte kialakított parkkal

A Budai-hegység és a Gerecse keleti részét képező Zsámbék-Bajnai-dombvidék között, a Békás-patak (Körtvélyes-patak) völgyében, Budapesttől közúton (megközelítési iránytól függően) mintegy 30-35 kilométerre található. A települést átszeli az Esztergom és Zsámbék térségét összekötő, Pilisjászfalu és Herceghalom között húzódó, a távlati tervek szerint a közbeeső településeket elkerülő, ám egyelőre mindegyiket érintő, 102-es számú másodrendű országos főút (2013 előtt az út itteni szakasza az 1104-es útszámozást viselte). Piliscsabával az 1133-as út, nyugati szomszédjával, Únnyal, illetve azon keresztül Csolnokkal és Doroggal az 1106-os út köti össze.
A települést a jövőben az M1-es autópályát Esztergommal összekötő M100-as autóút (korábbi tervezési nevén R11-es gyorsút) fogja tehermentesíteni. Az autóút építését 2022-ben elhalasztották. A már építési engedéllyel rendelkező gyorsforgalmi autóút kivitelezésére 2024-ben feltételes közbeszerzési eljárást írnak ki – erre Lázár János tett ígéretet a térség országgyűlési képviselőinek.

## Földtani adottságok a térségben
A tájat zömmel (87%) a löszös üledékeken képződött, vályog mechanikai összetételű, kedvező vízgazdálkodású barnaföldek borítják. A mészkő-kiemelkedéseken rendzina talaj jött létre. Az erózió eredményeként helyenként földes kopárok képződtek. A patakok völgyének allúviumán réti öntéstalajok találhatók.

## Éghajlata
A települést mérsékelten hűvös - mérsékelten száraz éghajlat jellemzi. A napsütés évi összege 1930 óra körül van. Az évi középhőmérséklet 9,5-10,0 ° C között alakul. A csapadék évi összege 550 mm körüli. Leggyakrabban észak-nyugati, északi irányból fúj a szél, az átlagos szélsebesség 3 m/s körüli.

## Vízrajza
A térség mérsékelten vízhiányos terület. Keleten a Kenyérmezei-patak vízgyűjtője érinti. Jelentős vízfolyása - mely a település belterületének északi határán ered - a Békás-patak (más néven: Körtvélyes-patak). Árvize tavasszal, kisvize ősszel gyakori. A talajvíz a völgytalpakon 2-4 m, a lejtőkön 4-6 m között található. Mennyisége jelentéktelen. Kémiailag kalciummagnézium-hidrogénkarbonátos jellegű, néhol a nitrátosodás is előfordul. A rétegvízkészlet 1 l/s km2 körüli. 
A felszín alatti vizek szennyeződéssel szembeni érzékenysége a település belterületének környezetében magas, a település többi részén közepes-kismértékű.

## Növényföldrajza
Növényföldrajzi szempontból a kistáj a Pilis-Gerecsei flórajárásba (Pilisense) tartozik. Jelentősebb potenciális erdőtársulásai a cseres tölgyesek (Quercetum petraeae-cerris), a gyertyános kocsánytalan tölgyesek (Querco petraeae-Carpinetum), a bükkösök (Melicofagetum; Fago-Ornetum), a tölgy-kőris-szil ligeterdők (Querco Ulmetum) és a karsztbokorerdők (Cotino-Quercetum).

## Szomszédos települések
- Pest vármegyében: Pilisjászfalu, Piliscsaba, Perbál.
- Komárom-Esztergom vármegyében: Úny, Máriahalom

## Története
Tinnye és környéke már az ókorban is lakott hely volt. Területén római, honfoglaláskori, Árpád-kori és török időkből származó leleteket is találtak. A Páskom nevű részen földvármaradványok találhatók, valószínűleg szintén az Árpád-korból. III. Béla király uralkodása alatt (1172-1196) a Dél-Franciaországból bevándorolt Aynard nemzetség nyerte adományul a környéket. A tatárjárás után a településtől délkeletre emelkedő (ma Perbálhoz tartozó) hegycsúcson Aynard lovag vára állott, rövid ideig, mely térségi belviszályok következtében pusztult el.
A falu első okleveles említése 1274-ből ismeretes, ekkor Tinnyei Miklós birtoka volt. Visegrád vára 1259-es elkészülte után a várhoz tartozó uradalom birtokai közül Tinnyét a nyúlszigeti apácák kapták 1261-ben. 1300 után a község egy ideig lakatlan volt. 1319 előtt az akkor lakatlan területet a király Hontpázmány nemzetségbeli Kázmérnak és Andrásnak adta. 1319 után II. Mojs nádor testvére Tinnyét Vernel és fia László budai várnagyoknak zálogosította el.
I. (Nagy) Lajos király 1346-ban Iwandorf Jánosnak és Zudar Péternek királyi főpohárnoknak adományozta. 1361-ben Magyar Pál nejének, a Nádasd nemzetségbeli Gelsei Margitnak tulajdona volt. Templomát a korabeli írások már ekkor említették. 1367-ben az óbudai Klarissza, 1477-ben részben a nyúlszigeti apácák, részben Magyar Balázs (1472–76) birtokában volt.
1541-ben a törökök kezére került, de a település a török idők alatt sem néptelenedett el, lakott hely maradt, s az apácák is fenntartották itteni tulajdonjogukat, ugyanakkor mellettük birtokosa volt a településnek a Hagymássy, majd az Eölbey család is.
1715-ben Tinnyén 23 adózott portát írtak össze, a lakosság létszáma azonban folyamatosan emelkedett. 1825-ben már 1364 lakost számláltak a településen.
1754-ben Sőrich Farkas és Balog Mátyás vármegyei esküdtek voltak a birtokosok.

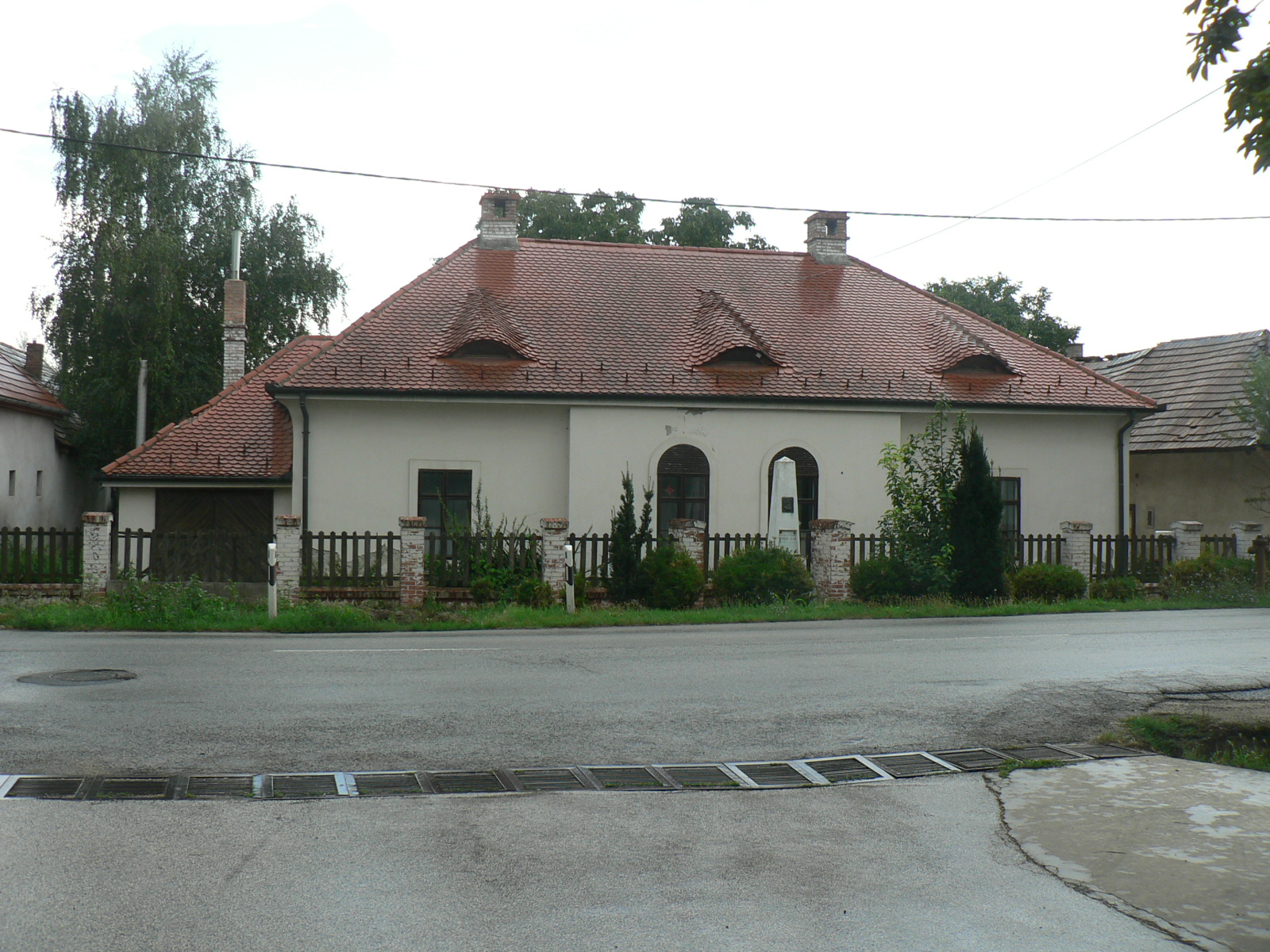
Kossuth Lajos egykori kúriája és emlékoszlopa Tinnyén

1842 és 1846 között itt lakott Kossuth Lajos, akinek a szomszédos Úny községben kisebb birtoka volt. A 19. század folyamán a közbirtokos családok mintegy 30, főként klasszicista stílusú kúriát építettek. A  mai napig is felismerhető néhány szép arányú udvarház, volt nemesi kúria, de tulajdonosaik nem képesek helyreállítani azokat, állagukat megóvni.
Az itt épült kúriáknak két típusa ismert. A gazdagabb, módosabb, nagyobb telekkel rendelkező nemesek tornácos, kétsoros (kétmenetes), zárt alaprajzú kúriát építettek; ilyen volt például az 1808-ban épült Csehfalvay-kúria. A másik alapvető típus az „L” alaprajzú kúria volt. Ezt a típust jellemzően a kisebb alapterületű telkekre tervezték.
A legfontosabb közbirtokos családok: Miskey, Posgay, Friebeisz, Csehfalvay, Setéth, Tiborcszeghi Horváth, Simontsits, Hyros, Sántha, Privorszky, Koltay, Ocskay, Hatala, Huszár, Hegedüs, Somogyi, Párnicky, Újfalussy, Hoblik, Gajzler, Wattay, Vásárhelyi, Hantken, Szokoli, Kossuth.
A közbirtokosság tagjai közül többen országos jelentőségű ügyekben is tevékenyen működtek közre. Így Simontsits János, mint Pest megye alispánja Fáy András barátjaként részt vett a Pesti Hazai Első Takarékpénztár és a Nemzeti Színház alapításában és működtetésében.
1870 óta számos egyesület működött: tűzoltó-, takarék-, gazda műkedvelő egyesületek, Hangya Szövetkezet. Működésük pezsgő gazdasági, társadalmi, kulturális életet eredményezett a kis településen. A 20. század első felében köves utak, árkok, hidak, Népház épültek, bevezették a villanyt, országos vásárokat tartottak.
1922-ben Kodály Zoltán észak-dunántúli népdalgyűjtéseinek Tinnye volt az egyik állomása
A második világháború nagy pusztítást végzett. Tinnyét a szovjet csapatok 1944 december 25-én foglalták el a környékbeli falvakkal együtt. Több kisebb csata, rendszeres bombázások voltak, a terület többször cserélt gazdát. A zsidó lakosok nagy része a XIX. század végén elköltözött, a háború idején 71 elhurcolt személyből egy fő tért vissza.
Az 1950-től működő Kossuth, majd Új Élet Termelőszövetkezet 1975-ben beolvadt a töki Egyetértés Mezőgazdasági Termelőszövetkezetbe.
1956. december 22-én a helyi termelőszövetkezet vezetője a karhatalommal beidéztetett a tanácsházára száz helyi férfit, akik ki akartak lépni a szövetkezetből. Szabadon bocsátásuk érdekében spontán tüntetés alakult ki, elsősorban az érintett feleségek köreiből, amire válaszul a karhatalmi egység vezetője a tömegbe lövetett; a sortűznek egy halálos áldozata volt.
A Piliscsaba felé vezető műút mentén található a Garancsi-tó
Az egykori Pest Megyei Tanács Végrehajtó Bizottsága 1951. augusztus 1-jei, 217-es számú határozatával döntött Tinnye és Jászfalu települések Piliscsabához történő csatolásáról.
Önálló településsé válása (Piliscsabáról leválása) 1990-re, dr. Bak Ferenc polgármesterségének idejére esett, aki a rendszerváltástól 2014. február 8-án bekövetkezett haláláig vezette a települést.
A 2000-es évek elején új lakónegyedekkel bővült a község. Ezek a Makkfa Liget, Mediterrán-völgy, Királyvölgy. Ennek eredményeként a település lakosságszáma folyamatosan növekszik.

### Kossuth LajosTinnyén

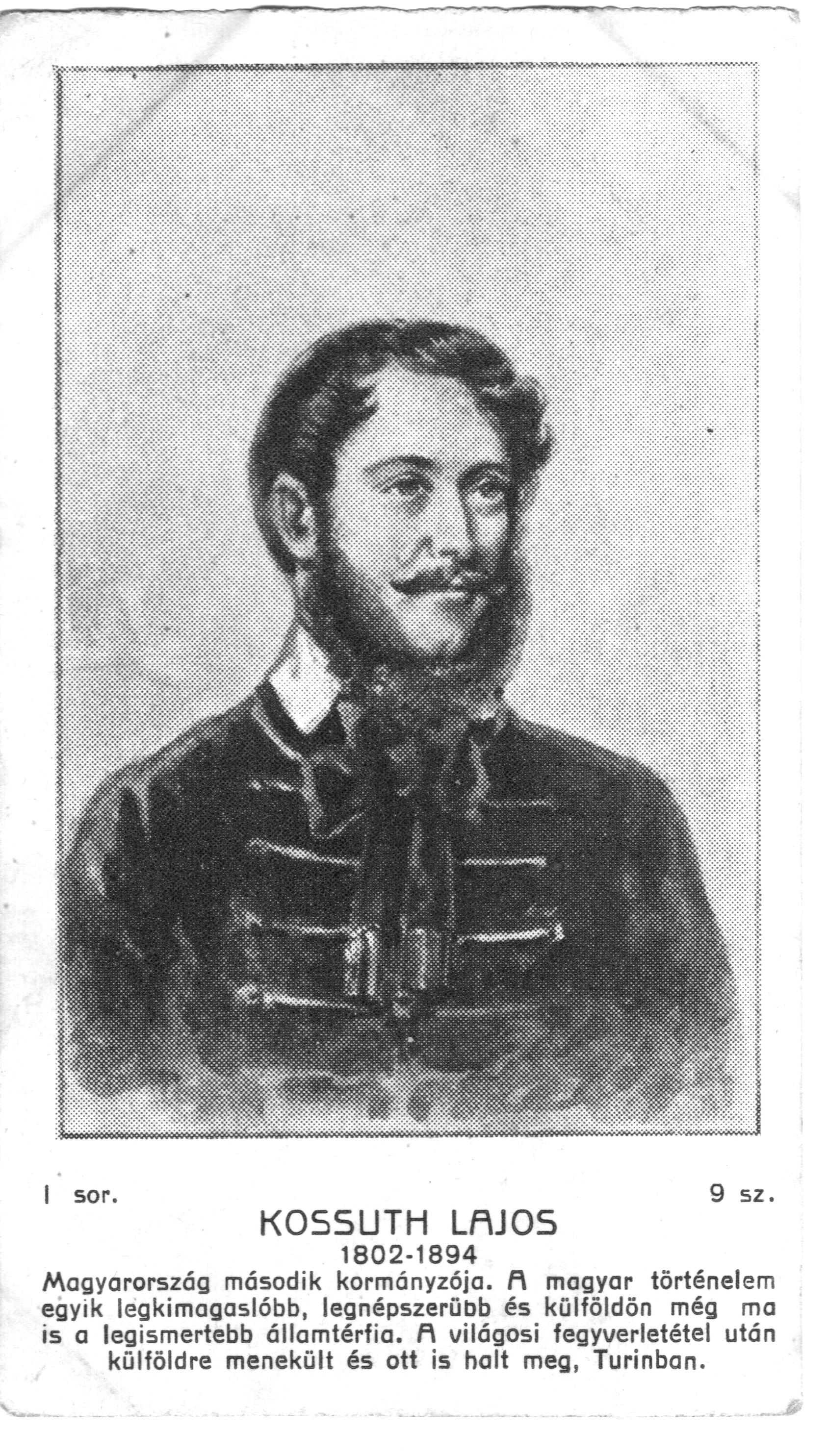

Kossuth 1842-tól 1846-ig, családjával lakott itt. Somogyi Antal táblabíró 60 holdnyi birtokát és lakóházát vásárolta meg, részint hogy a jó levegőn tüdejét gyógyítsa, részint hogy Pest vármegyei birtokkal rendelkezvén (a szomszédos Úny községben és az akkor még Tinnyéhez tartozó Jászfalu-pusztán kisebb birtoka volt) a megye követe lehessen. Az ország több vezető politikusa kereste fel tinnyei otthonában. Házát, mely ma egyben műemlék is, emlékoszlop jelöli. A községben az egyik utca, a helyi iskola és a művelődési ház is a nevét viseli. A hagyomány szerint a községből kivezető út eperfasorainak ültetéséről is ő rendelkezett.

### Nevének eredete
Tinnye nevének eredete még tisztázást igényel, de fennmaradt egy régi, tréfás anekdota, mely a falu nevét a dinnyéével rokonítja; ugyanaz az anekdota több másik, környező falu nevének eredetét is „megmagyarázza.”

## Közélete

### Polgármesterei
- 1990–1994: Dr. Bak Ferenc[48](független)[49]
- 1994–1998: Dr. Bak Ferenc (független)[50]
- 1998–2002: Dr. Bak Ferenc (független)[51]
- 2002–2006: Dr. Bak Ferenc (független)[52]
- 2006–2010: Dr. Bak Ferenc (független)[53]
- 2010–2014: Dr. Bak Ferenc (független)[54][55]
- 2014–2019: Krix Lajos Mihály[56](független)[57][58]
- 2019–2024: Krix Lajos Mihály (független)[59]
- 2024- : Nagy Jenő (független)[1]

### Országgyűlési képviselői
Pest vármegyei 2. sz. országgyűlési egyéni választókerület
- 2022– : Menczer Tamás (Fidesz-KDNP)

#### Korábbi ciklusokban
- 1990–1994: Szauter Rudolf (MDF)[60][61]
- 1994–1998: Nikolits István (MSZP)[62][63]
- 1998–2002: Frajna Imre (Fidesz)
- 2002–2006: Frajna Imre (Fidesz)
- 2006–2010: Gulyás Dénes (Fidesz-KDNP)[64][65]
- 2010–2014: Gulyás Dénes (Fidesz-KDNP)[64][65]
- 2014–2018: Csenger-Zalán Zsolt (Fidesz-KDNP)
- 2018–2022: Csenger-Zalán Zsolt (Fidesz-KDNP)

### Tinnye díszpolgára
- Tóth Jánosné Héregi Eszter nyugdíjas tanítónő, aki 2023-ban nyerte el e címet a község 19. és 20. századi történelmének feldolgozásáért, ismeretterjesztő, helyi hagyományőrző munkája elismeréseként. Egykori pedagógusi munkája mellett dolgozott a művelődési házban is, s a mai napig gondozza Tinnye helytörténeti gyűjteményét.[66]

### Tinnyei, vagy tinnyei kötődésű alkotók, művészek, értelmiségiek
- Gajdó Delinke székelyföldi származású magyar színésznő.
- Bakos Kornélia operaénekes, mezzoszoprán.
- Lisztes László énekművész, (bariton) a Nemzeti Énekkar, korábban Állami Énekkar alapító tagja[67][68], a piliscsabai Novi Cantores Vegyeskar karnagya.
- Császár Attila népzenész, az Eszterlánc zenekar vezetője[69][70]
- Monostori Ferenc szobrászművész.
- Oláh Sándor fémszobrász, ötvösművész.
- Márton László József Attila-díjas magyar író, drámaíró, műfordító, esszéista, tanár.
- Petridisz Hrisztosz görög származású magyar színész, táncos, énekes.
- Varga Imre (költő).
- Márkus Barbarossa János magyar költő, író, hangszerkészítő, régiségkereskedő, irodalomszervező[71]
- Dobai Bálint költő[72]
- Benyák Zoltán író[73]
- Szaniszló Judit nemezkészítő
- Borbás Dorka Ferenczy Noémi-díjas (2021) üvegtervező művész, designer
- Lukácsi László Ferenczy Noémi-díjas (2002), Prima Primissima díjas (2023) és Fujita-díjas magyar üvegszobrász, a Magyar Művészeti Akadémia tagja.
- Koós Viktor hangszerkészítő.
- Pokrócz Enikő középiskolai tanár, drámapedagógus, rendező.
- Gőgös Zsuzsanna zoológus.
- Tóth Gábor solymász.
- Fers Klára bábművész.
- Kladek András[74](PHD) nyugalmazott ezredes (Tinnye, 1946 december 11), a Magyar Tudományos Akadémia köztestületének tagja. 1997-től a vezérkar hadkiegészítési csoport főnökhelyetteseként felelt a sorozásos rendszer működéséért. A Magyar Köztársasági Érdemrend lovagkereszt kitüntetettje 2013-ban.
- Czene Zsuzsa néptáncpedagógus.
- Naszvadi István népi fafaragó.
- Czettliné Nagy Orsolya mézeskalácskészítő népi iparművész.
- Tuba Tóth Eszter bábkészítő, pedagógus.
- Pál József[75] (Tinnye, 1952)  országgyűlési képviselőjelölt, agrárközgazdász.

### A település életében egykor fontos szerepet betöltő helyi, vagy helyi kötődésű személyek
- Dr. Kiss Ákos[76] (1919–1999), az Iparművészeti Múzeum osztályvezetője, a római kori emlékek nemzetközi hírű kutatója. Sokirányú tudományos tevékenysége mellett 20 évig dolgozott Tinnye-Úny története című tudományos igényű nagyszabású művén.[77]
- Tiborczszeghi Horváth Géza[78] (1833-1904) országgyűlési képviselő, vármegyei árvaszéki elnök, honvéd hadnagy.
- Hyros Ignác[79] (1795-1853) táblabíró.
- Setéth család
- Huszár Imre[80] (1782-1844) esztergomi alispán.
- Szokoly Viktor[81] (1835–1913), a XIX. század második felében jelentős újságíró, lapszerkesztő, író. Gyűjtötte, megjelentette az 1848-as szabadságharc emlékeit. Gyűjtést szervezett a Kossuth-emlékoszlop állítására, amelynek eredményeként a világ első Kossuth-emlékművét Tinnyén állították fel, 1883-ban[77]
- Kézdy Vásárhelyi Géza[82] (1840–1920) országos hírű régész. Tinnyén és a környéken kutatott, jelentős római kori, és honfoglalás kori leletei a Nemzeti Múzeumba kerültek. Ő gyűjtötte fel a Garancsi-tó szép keletkezésmondáját is.[77][83]
- Hantken Miksa[84] (1821–1893) világhírű geológus. Az Osztrák-Magyar Monarchia széntelepeinek kutatója, több nemzetközi tudományos testület tagja. A földben megkövesedett ősállatok, csigák, kagylók maradványai alapján következtetett az ásványkincsekre. Több általa felfedezett kövületet Tinnyéről nevezett el. A legszebb a mintegy 15 cm nagyságú csiga, a Tinnyea vásárhelyii.[77][85]
- Barthalos József[86] (1786. február 19.–1846(?) református lelkész.[87]
- Pohl Sándor[88] (Tinnye, 1897. február 1.–Budapest, 1976): 1924-től Pest vármegye főszolgabírája. 1938-39 között Újpest, majd 1939-től 1944-ig Kassa polgármestere, cserkésztiszt.[89][90]
- Landherr András: Tinnye mellett 1813-tól volt földbirtoka, ahova 1821-ben ki is költözött feleségével.[91]
- Józan Sándor[92][93] (Tinnye, 1932. augusztus 4.-Budapest, 1985. május 13.) rendőrtiszt, Magyarország washingtoni nagykövetségének ideiglenes ügyvivője (1967-1968), a Belügyminisztérium III/I osztályának osztályvezetője (1977-1985).
- Kramberger Valéria[94] (Tinnye, 1892)  Festő. A budapesti Állami Női Festőiskolában tanult. Mestere: Deák Ébner Lajos. 1913-tól állított ki a Nemzeti Szalonban. Főként tájképekkel és virágcsendéletekkel szerepelt a tárlatokon.
- Gémes Gindert Péter[95] (Tinnye, 1876. március 23.-Budapest, 1923 február 18.) Szobrász. Budapesten és Münchenben folytatott tanulmányok után 1907-től szerepelt portrészobraival a Műcsarnok kiállításain. Síremlékeket és reprezentatív szoborműveket is készített.

## Népesség
A település népességének változása:
| Lakosok száma | 1547 | 1604 | 1640 | 1728 | 1946 | 1898 | 1968 |
|               | 2008 | 2013 | 2014 | 2018 | 2022 | 2023 | 2024 |

A 2023 januári adatok alapján a község állandó lakosainak száma 1957 fő, ebből 975 nő, 982 férfi
2024 januári adatok alapján a település lélekszáma meghaladta a 2000 főt.
A 2011-es népszámlálás során a lakosok 89%-a magyarnak, 1,9% cigánynak, 1% németnek, 0,6% románnak, 0,2% szlováknak mondta magát (10,8% nem nyilatkozott; a kettős identitások miatt a végösszeg nagyobb lehet 100%-nál). A vallási megoszlás a következő volt: római katolikus 33%, református 18,2%, evangélikus 0,9%, görögkatolikus 0,7%, felekezeten kívüli 21,5% (24% nem nyilatkozott).
2022-ben a lakosság 88%-a vallotta magát magyarnak, 2,7% németnek, 1% cigánynak, 0,5% szlováknak, 0,2% horvátnak, 0,1-0,1% szerbnek, románnak, lengyelnek, görögnek, örménynek, bolgárnak, ruszinnak és ukránnak, 4,4% egyéb, nem hazai nemzetiségűnek (11,5% nem nyilatkozott; a kettős identitások miatt a végösszeg nagyobb lehet 100%-nál). Vallásuk szerint 21% volt római katolikus, 10,1% református, 0,8% evangélikus, 0,6% görög katolikus, 0,2% ortodox, 0,1% izraelita, 0,7% egyéb keresztény, 0,4% egyéb katolikus, 17,3% felekezeten kívüli (48,4% nem válaszolt).

## Kirándulási lehetőségek a környéken
- Meszes hegy[99]
- Perbál, Meszes hegy és egy bánya[100]
- Csolnok, Magos hegyi kör[101]
- Úny és Kiscsévpuszta felé[102]
- Epöl szikla[103]
- Garancsi-tó[104]
- Zajnát tető[105]
- Nagy kerék hegy (Királyvölgy mellett)[106]

## Intézmények
- Polgármesteri Hivatal Tinnye, Bajcsy-Zsilinszky Endre utca 9.
- Orvosi Rendelő Tinnye, Bajcsy-Zsilinszky Endre u. 4.
- Kossuth Lajos Általános Iskola Tinnye, Szabadság tér 3.
- Napköziotthonos Óvoda Tinnye, Petőfi Sándor u. 2.
- Kossuth Lajos Művelődési Ház Tinnye, Kossuth Lajos u. 10.

## Sport
- Tinnyei Teniszklub[107]
- Tinnyei Üvegtigris FC[108]
- Szikrázó Lótenyésztő és Sportegyesület[109]
- Pilisi Lovaskert[110]

## Nevezetességei
- Tinnye 750 éves emlékkő.[111][112]
- Szent Anna római katolikus temploma műemlék. 1797-ben épült, késő barokk stílusban, homlokzattoronnyal. Tornyát ívelt sisak fedi. Főoltárán Szent Annát és a gyermek Jézust ábrázoló oltárkép látható; védett kegykép.
- Nepomuki Szent János-szobor és második világháborús vöröskatona-sírok a templom kertjében[113]
- Református temploma román kori, műemlék épület. Mai formáját többszöri átépítés után nyerte el. 2000-ben újították fel.
- Pesti Hazai Első Takarékpénztár alapító épülete a Széchenyi utca 1. szám alatt[114]
- A Piliscsaba felé vezető út mellett található a Garancsi-tó, mely Natura 2000 természetvédelmi terület. A tó és környéke is kedvelt kirándulóhely. Itt forgatták az Üvegtigris című film és két folytatása jeleneteinek többségét.
- Setéth-sírbolt az ún. “Régi” temetőben[115][116]
- Kossuth Lajos egykori lakóháza az előtte álló emlékoszloppal[117][118]
- Zsidó temető[119]
- Zsinagóga (leromlott állapotban, raktárnak használva)[120][121] Az 1820-as években Landherr András által épített klasszicizáló stílusú zsinagóga a második világháborúban megsérült.[122] A tinnyei zsinagógába az óbudaihoz hasonlóan oszlopos portikuszon keresztül lehetett bemenni, azonban Landherr itt az óbudai korinthosziakkal ellentétben egyszerűbb dór oszlopokat használt, hat helyett négyet.
- 1. világháborús emlékmű[123]
- 2. világháborús emlékmű[124]
- Kisvár[125][126] Piliscsaba felé haladva a Török-várnak is nevezett, ismeretlen eredetű földhányás található, alatta Török-kútnak nevezett, jóvízű forrás.

- Polgármesteri hivatala előtt 2016. május 21-én emlékművet avattak a települést a rendszerváltástól, 1990-től közel negyedszázadon keresztül vezető polgármester, a 2014 elején elhunyt dr. Bak Ferenc emlékére. https://www.youtube.com/watch?v=TPfMGL_YBY4

## A település régi térképeken
- 1. katonai felmérés.
- 2. katonai felmérés
- 3. katonai felmérés
- 1861-ben készült térkép
- Habsburg Birodalom kataszteri térképek a 19. században

## Dokumentumok a település múltjából
- https://adatbazisokonline.mnl.gov.hu/search?search=Tinnye&term=eyJxIjoiVGlubnllIiwiZnEiOltdLCJzb3J0Ijoic2NvcmUiLCJhcSI6IiIsImFxVHlwZSI6IiJ9